# Парламентские выборы в Испании (1867)
Парламентские выборы 1867 года в Испании состоялись 10 марта и стали последними выборами во время правления королевы Изабеллы II.

## Избирательная система
Выборы проходили в соответствии с конституцией 1845 года, которая ввела цензусное избирательное право для мужчин. Согласно закону о выборах от 18 июля 1865 года был снижен мнимальный доход для избирателей до 200 реалов и ее отмены для кандидатов и введены многомандатные округа, в которых могло избираться до семи депутатов.

## Результаты
Выборы выиграла Умеренная партия во главе с Рамоном Марией Нарваэсом.

## После выборов
Первая сессия новых Кортесов началась 30 ноября 1867 года. Председателем парламента 181 голосов из 201 был избран Мартин Белда и Менсиа дель Барро, маркиз де Кабра, представлявший «модерадос». 28 декабря 1867 года его сменил Луис Хосе Сарториус и Тапиа, герцог де Сан Луис, за которого проголосовали 148 депутатов из 154. Кортесы, избранные в 1867 году, проработали до 6 декабря 1868 года.
23 апреля 1868 года скончался премьер-министр Испании и лидер «модерадос» Рамон Мария Нарваэс. Новым главой правительства стал другой деятель Умеренной партии Луис Гонсалес Браво. 19 сентября 1868 года его сменил «модерадос» Хосе Гутьеррес де ла Конча.
18 сентября 1868 года генерал Хуан Прим и адмирал Хуан Баутиста Топете подняли в Кадисе, крупнейшей военно-морской базе Испании, восстание, ставшее началом так называемой Славной революции. Захватив город, Топете направил часть своих кораблей на Канарские острова, чтобы освободить находящихся в ссылке деятелей оппозиции. Среди прочих, из ссылки вернулся маршал Франсиско Серрано, который встал во главе революционных войск, поведя их на Севилью. 27 сентября у Альколейского моста в одном переходе от Кордовы произошла решающая битва между инсургентами и правительственными войсками. Битва закончилась победой повстанцев под командованием Серрано, остатки правительственных войск перешли на сторону революционеров. Королева Изабелла II, узнав о поражении в Альколейской битве, бежала во Францию. Власть в Испании перешла в руки временного революционного правительства. Так началось так называемое «Демократическое шестилетие» (исп. Sexenio Democrático), период в истории Испании, начавшийся 30 сентября 1868 года с низвержения королевы Изабеллы II во время Славной революции и завершившийся 29 декабря 1874 года реставрацией Бурбонов, когда сын Изабеллы Альфонсо XII стал королём после переворота генерала Арсенио Мартинеса де Кампоса.